# Idiochlora planata
Idiochlora planata là một loài bướm đêm trong họ Geometridae.